# Куйметса
Куйметса (ест. Kuimetsa) — село в волості Рапла повіту Рапламаа, Естонія.
У 1993 — 2017 роках (до адміністративної реформи місцевих самоврядувань Естонії) входила до складу волості Кайу того ж повіту. У 1991–1992 роках була у складі скасованої волості Юуру.

## Географія та опис
Розташована за 20 кілометрів на схід від повітового та волосного центру — міста Рапла, біля шосе Козе — Тюрі, на березі річки Атла. Висота над рівнем моря — 82 метри.
Офіційна мова — естонська. Поштовий індекс — 79392.

## Населення
За даними перепису населення 2021 року, у селі проживали 307 осіб, з них 297 (97,1 %) — Естонці.
Чисельність населення села Куйметса за даними переписів населення:
| Рік  | 1979 | 1989  | 2000  | 2011  | 2021  |
| ---- | ---- | ----- | ----- | ----- | ----- |
| чол. | 327  | ↗ 373 | ↗ 390 | ↘ 324 | ↘ 307 |

## Історія
Село вперше згадано в Данській поземельній книзі 1241 (Quiuames). У писемних джерелах 1345 згадується Cuywemetze, 1586 — Kuymetz.
В 1286 околиці села Куйметса і найближчої до неї Кайу стали володіннями Таёллінського цистерціанського монастиря.
Південно-східна частина села — це колишнє село Еес-Пилліку (Ees-Põlliku, також Põlliku-Eesküla), в 1725 згадана як Espollico Hans. Була об'єднана з Куйметсом після Другої світової війни.

## Городище та миза Куйметса

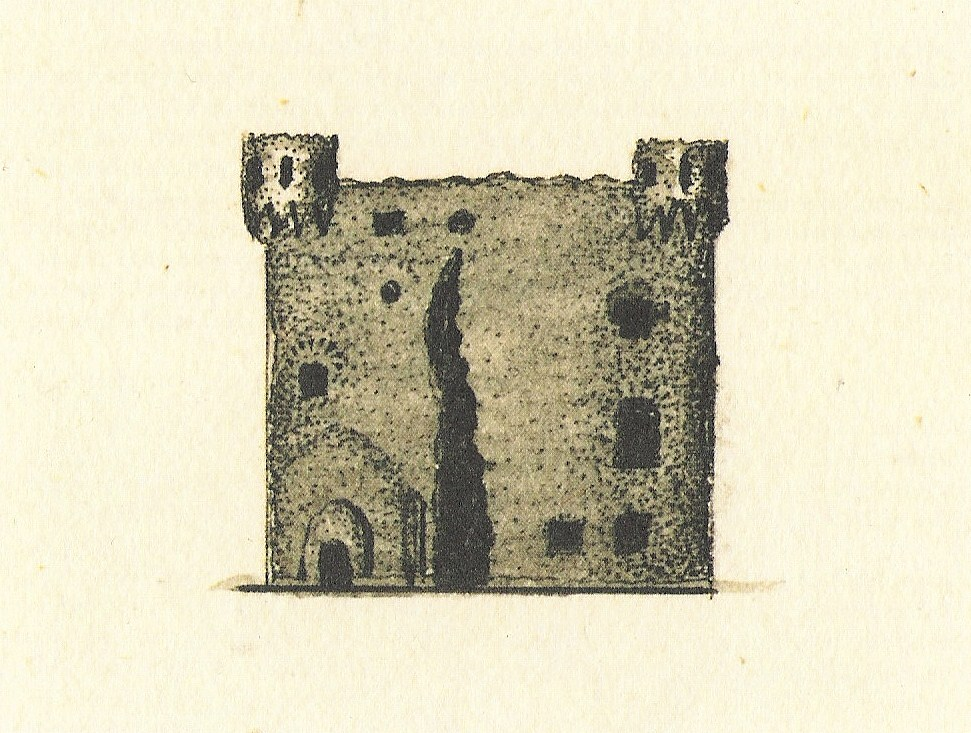
Городище Куйметса, малюнок
Карла Фельмана

У 1345 році вперше згадана належала монастирю миза Куймець (нім. Kuimetz, Куйметса (ест. Kuimetsa mõis)), яка з 1651 перейшла у володіння Естляндського лицарства. Приблизно 1412 року для захисту мизи було збудовано городище. На цей час від нього збереглися лише ледь помітні руїни фундаменту перед сільським клубом ; також зберігся льох розміром 7 x 5 метрів, який використовується і зараз. Городище було однією з останніх будівель цього на території Естонії; під час Лівонської війни, 1560 року, горіло, 1574 року було зруйновано. Згідно акварелі Карла Фельманна (Carl Faehlmann), ще в 1827 році на місці залишків городища стояла триповерхова замкова будівля з двома вежами, що нависають по кутах.
Територію городища Куйметса внесено до Державного регістру пам'яток культури Естонії. При інспектуванні 16.02.2015 цей об'єкт культурної спадщини перебував у поганому стані.
Мизу Куйметса та городище Куйметса описав у своїх історичних оповіданнях естонський письменник Едуард Борнхее.

## Карстова територія Куйметса

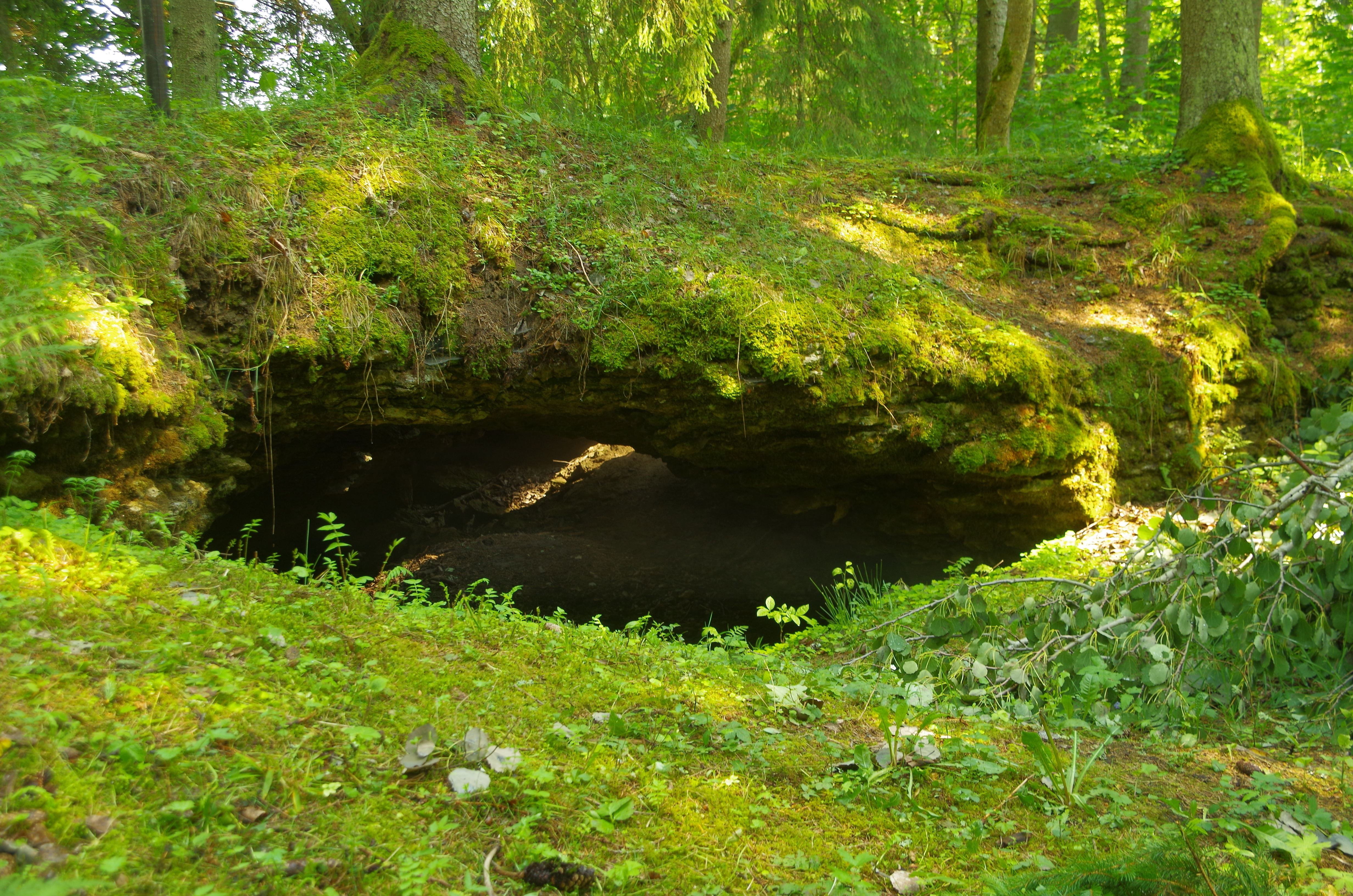
Kарстова територія Куйметса

За півтора кілометра від центру Куйметса у напрямку села Ваопере дорога перетинає карстову територію, яка серед місцевих жителів відома як «печери Ійда» (ест. Iida urked). На узбіччі дороги встановлено схему цієї зони, на природі відзначено навчальний шлях.
Карстова територія Куйметса є одним із найбільших і унікальних карстових районів Естонії. Вона охороняється державою як природний парк та пам'ятник археології ; її площа складає 3 гектари.
Умови розвитку карста встановилися у цьому регіоні наприкінці силуру — початку девону. Тут є різні карстові форми: провали, воронки, улоговини, канали, печери, останні — найбільші в Естонії. Однією з найкрасивіших є печера довжиною 12 метрів і шириною 8 метрів у формі черепашки. Під час повені тут можна бачити, як багатьма тріщинами й каналами тече вода, і навіть почути дзюрчання води з-під землі, при низькій воді водних потоків тут практично не буває. На західному боці дороги менше карстових форм, але є одна велика та цікава, проте важкодоступна печера.
Карстові печери Куйметса згадуються Генріхом Латвійським у його хроніках про військові походи німців та їх союзників у 1220-х роках, як місця, де стародавні ести ховалися від ворогів.

## Інфраструктура
До 2018 року в селі працювала початкова школа, потім її будівля була виставлена на продаж. Найближча школа та дитячий садок знаходяться на відстані 6 кілометрів від села в селищі Кайу.
У селі є Народний дім (клуб), спортивна будівля, магазин та автобусна зупинка.